# 山本楡美子
山本 楡美子（やまもと ゆみこ、1943年2月13日 - 2022年2月12日）は、日本の詩人・翻訳家。

## 人物
東京生まれ。本名・郷原静江。夫は郷原宏、娘は郷原佳以。
早稲田大学文学部卒。現代詩人会会員。
2010年『森へ行く道』で小野市詩歌文学賞受賞。

## 著書
- 『遠い雨 山本楡美子詩集』（幻視者社） 1980
- 『耳さがし 山本楡美子詩集』（花神社） 1983
- 『うたつぐみ』（書肆山田） 2000
- 『森へ行く道』（書肆山田） 2009
- 『草に坐る 詩集』（土曜美術社出版販売） 2014

## 翻訳
- 『ベビーシッター』（アンドルー・コバーン、郷原宏共訳、角川文庫） 1987
- 『最終兵器V-3を追え』（イブ・メルキオー、郷原宏共訳、角川文庫） 1988
- 『緑の檻』（ルース・レンデル、郷原宏共訳、角川文庫） 1988
- 『シティ・オヴ・グラス』（ポール・オースター、郷原宏共訳、角川書店） 1989、のち文庫
- 『チェルノブイリ』（F・ポール、講談社文庫） 1989
- 『全署緊急手配』（デイヴ・ペノー、郷原宏共訳、ハヤカワ・ミステリ文庫） 1990
- 『到着時死亡』（デイヴ・ペノー、郷原宏共訳、ハヤカワ・ミステリ文庫） 1991
- 『広域捜索指令』（デイヴ・ペノー、郷原宏共訳、ハヤカワ・ミステリ文庫） 1992
- 『誘拐犯包囲網』（デイヴ・ペノー、郷原宏共訳、ハヤカワ・ミステリ文庫） 1992
- 『不法家宅侵入』（デイヴ・ペノー、郷原宏共訳、ハヤカワ・ミステリ文庫） 1993
- 『差出人戻し』（ディック・クラスター、郷原宏共訳、光文社文庫） 1993
- 『珍獣遊園地』（カール・ハイアセン、郷原宏共訳、角川文庫） 1994
- 『マディソン郡の橋 シネマ・ストーリー』（ケン・リーガン写真、コミックス） 1995
- 『ヤコブの梯子 デニーズ・レヴァトフ詩集』（ふらんす堂） 1996
- 『ギムレットには早すぎる レイモンド・チャンドラー名言集』（郷原宏編著、アリアドネ企画） 1997